# Писку Корбулуј (Галац)
Писку Корбулуј (рум. Piscu Corbului) насеље је у Румунији у округу Галац у општини Никорешти. Oпштина се налази на надморској висини од 214 m.

## Становништво
Према подацима из 2002. године у насељу је живело 363 становника, од којих су сви румунске националности.